# Larraga
Larraga est une ville et une commune de la communauté forale de Navarre (Espagne).
Elle est située dans la zone non bascophone de la province. Le castillan est la seule langue officielle alors que le basque n’a pas de statut officiel. Le secrétaire de mairie est aussi celui de Eslava, Ezprogui, Lerga et Sada.

## Démographie
| Évolution démographique                                 | Évolution démographique | Évolution démographique | Évolution démographique | Évolution démographique | Évolution démographique | Évolution démographique | Évolution démographique | Évolution démographique | Évolution démographique | Évolution démographique |
| 1996                                                    | 1998                    | 1999                    | 2000                    | 2001                    | 2002                    | 2003                    | 2004                    | 2005                    | 2006                    | 2007                    |
| ------------------------------------------------------- | ----------------------- | ----------------------- | ----------------------- | ----------------------- | ----------------------- | ----------------------- | ----------------------- | ----------------------- | ----------------------- | ----------------------- |
| 1 900                                                   | 1 889                   | 1 878                   | 1 892                   | 1 937                   | 1 969                   | 1 974                   | 1 963                   | 2 007                   | 2 021                   | 2 047                   |
| Sources: Larraga et instituto de estadística de navarra |                         |                         |                         |                         |                         |                         |                         |                         |                         |                         |

## Personnalités liées à la commune
- Maravillas Lamberto (1922-1936), adolescente victime des nationalistes durant la guerre d'Espagne[2].
- Josefina Lamberto (1929-2022), sa sœur, militante des droits humains.

### Sources
- (es) Cet article est partiellement ou en totalité issu de l’article de Wikipédia en espagnol intitulé « Larraga » (voir la liste des auteurs).